# Johann Ernst Staehelin
Johann Ernst Staehelin-Merian (* 9. August 1861 in Basel; † 27. August 1949 ebenda) war ein Schweizer evangelischer Pfarrer.

## Leben und Werk
Johann Ernst Staehelin war der älteste Sohn des evangelischen Pfarrers der Basler Theodorskirche Ernst Staehelin (1829–1888) und der Maria, geborene Hagenbach (1835–1906). Sie war die Nichte von Karl Rudolf Hagenbach.

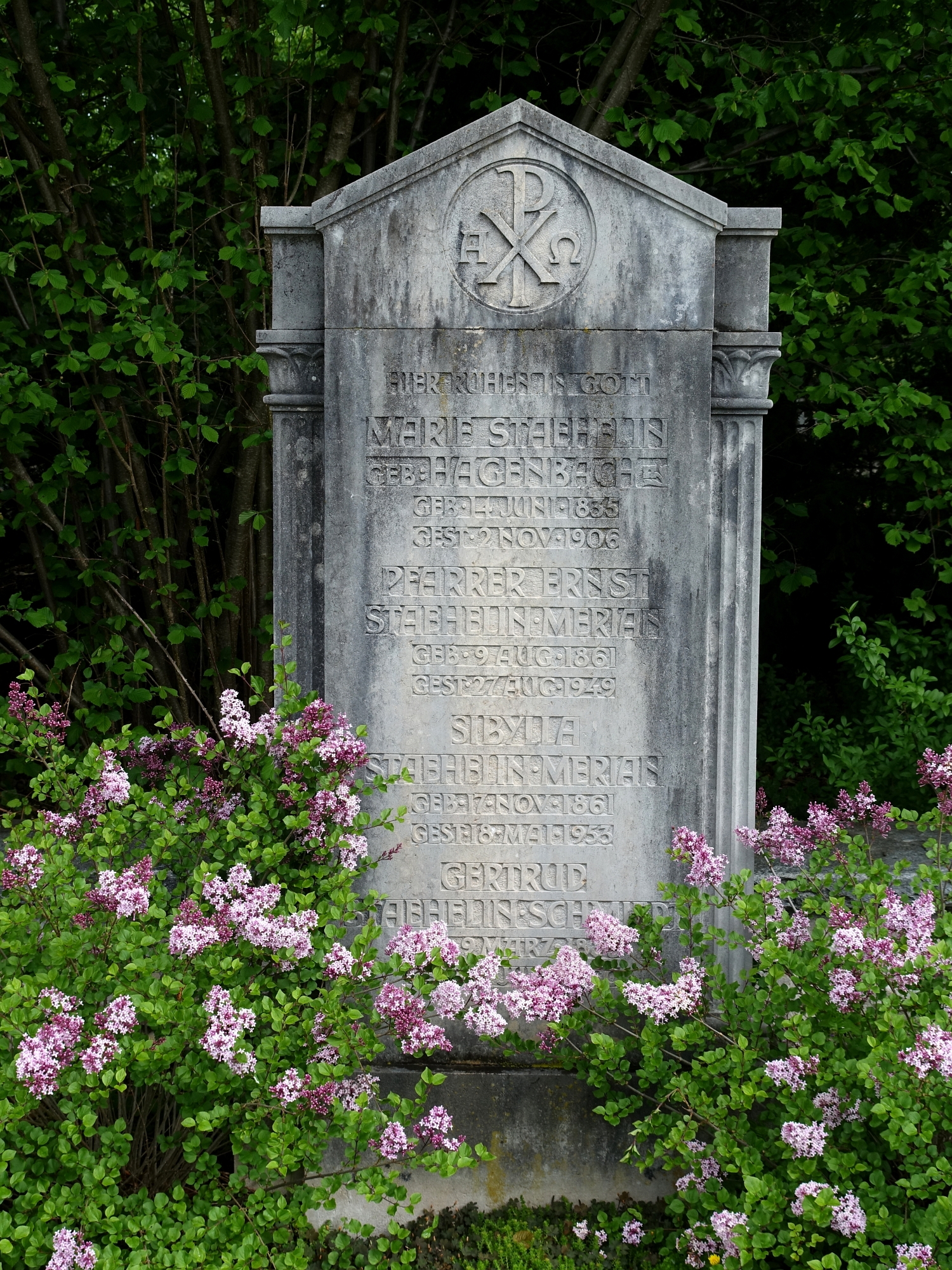
Familiengrab auf dem Friedhof am Hörnli

Staehelin studierte Theologie an den Universitäten von Basel, Neuenburg, Tübingen und Berlin. Seine von ihm verehrten Lehrer waren Frédéric Godet, Emil Kautzsch, Julius Kaftan und Hermann von der Goltz. Das Theologische Schlussexamen bestand er im April 1885. Der Justiz- und Kirchendirektor Johann Bussinger führte im Namen der Regierung Staehelin als frisch gewählten Pfarrer der Kirchgemeinden Kilchberg-Rünenberg-Zeglingen ein.
Als sein Vater 1888 verstarb, entschied sich Staehelin, die Wahl der Gemeinde St. Theodor anzunehmen und zukünftig dort zu wirken. Als er in Kilchberg im Juni 1888 seine Abschiedsrede hielt, sang der gemischte Chor Rünenberg das von Friedrich Oser verfasste und vom Liestaler Komponisten Johann Jakob Rosenmund (1841–1910) vertonte Scheidelied.
Staehelin hielt am 1. Juli 1888 seine Antrittspredigt zu St. Theodor in Basel. In der Folge wirkte er bis 1929 in der Gemeinde und hielt am 13. Oktober 1929 seine Abschiedspredigt. Nebst vielen anderen Tätigkeiten schrieb er von 1933 bis 1944 die monatlichen Andachten für den Arbeiterfreund-Kalender.
Zusammen mit Hans Lichtenhahn, Adolf Preiswerk und Gustav Benz setzte er sich für die evangelisch-sozialen Anliegen ein. Die theologische Fakultät der Universität Basel ernannte ihn im Frühjahr 1929 anlässlich des 400-Jahr-Jubiläums der Basler Reformation zum Doktor der Theologie.
Staehelin heiratete 1887 Sybilla, geborene Merian (1861–1953). Zusammen hatten sie sieben Kinder. Darunter waren der Theologe Ernst Staehelin und der Botaniker Markus Staehelin (1893–1986) sowie die Töchter Joanna Hanni Martha (1888–1947), die mit dem Pfarrer Gottlob Wieser verheiratet war, Maria (1897–1975), verheiratet mit dem Theologen Wilhelm Vischer, und Ruth (1900–1986), die den Professor für Theologie Fritz Lieb heiratete.
Johann Ernst Staehelin fand seine letzte Ruhestätte auf dem Friedhof am Hörnli.